# Ordre du Mérite agricole du Tchad
Pour les articles homonymes, voir Ordre du Mérite agricole (distinction).
L'ordre du Mérite agricole du Tchad est une décoration honorifique tchadienne. Créé le 18 juillet 1961, il récompense les agriculteurs, les éleveurs, les pasteurs, les pêcheurs et les exploitants forestiers qui se sont distingués par leur travail et leurs réalisations, ainsi que les personnes qui ont contribué à la promotion de la société paysanne et des nouvelles méthodes de culture.
Il comprend trois grades : chevalier, officier et commandeur. Les nominations et promotions ont lieu le 28 novembre de chaque année, à l'occasion de l'anniversaire de la proclamation de la République.

## Insignes
| Chevalier | Officier | Commandeur |
| --------- | -------- | ---------- |
|           |          |            |